# Psatirians
Els Psatirians eren una secta ariana activa en l'inici del segle V.
El credo de l'arrianisme era l'afirmació de què el Fill no va ser generat per Déu, però creat per ell: va sorgir, per tant, la qüestió de saber si Déu podria ser anomenat “Pare”, malgrat no haver generat. Doroteu d'Antioquia sostenia que Déu no havia estat i no podria ser anomenat “Pare” abans de l'existència del Fill; al contrari, Marí de Tràcia va sostenir que Déu sempre va ser "Pare", just abans de l'existència del Fill (Sòcrates Escolàstic insinua que Marí va ser mogut per el despreci que segons ell se li havia demostrat).
Les dues faccions es van separar al voltant de 385, amb els seguidors de Doroteu mantenint els locals de reunió que posseïen i els de Marí construint oratoris separats per a si. Els seguidors de Marí van adoptar el nom de "psatirians", doncs un dels seus membres més devots era Teoctist Psatiròpol (en grec: Θεόκτιστός τις ψαθυροπώλης), un sirià. Entre els defensors d'aquesta posició estava Selina, bisbe dels Gots, i per aquesta raó la secta també va prendre el nom de Gots. Aviat  es van obrir faccions dins el grup, entre Marí i Agapi, recolzat pels gots; Sòcrates Escolàstic relata que aquestes eren qüestions de precedència i que molts seguidors, enfadats amb això, es van convertir en "homousianos".
Durant el consulat del mestre dels soldats en la presència got Plinta (419), que era membre de la secta, els psatirianos van decidir fer la pau amb els seguidors de Doroteu, i van establir una espècie de pacte segons el qual era prohibit discutir novament la qüestió que els va separar. Sembla, no obstant això, que la reconciliació va ser eficaç només a Constantinoble i que en les altres ciutats les dues faccions van romandre separades.